# ホワイトマズル
ホワイトマズル (White Muzzle) はイギリスの競走馬。コマンダーインチーフと並び、父ダンシングブレーヴがヨーロッパに残してきた数少ない強豪馬の一頭。現役時代は武豊を背に出走したこともある。

## 来歴
アイルランドのダブリン近郊にあるエアリースタッドで生産されたイギリス生産馬である。ロジャーズゴールドカップ（現タタソールズゴールドカップ）の勝ち馬である母フェアオブザファーズの3番目の産駒になる。ダンシングブレーヴの産駒成績が悪く日本に輸出されていたため、良血馬であったがイギリスのニューマーケットで行われたタタソール・ハイフライヤーセールで落札価格は4万ギニーと当時のレートで700万円にも達しない額であった。落札したのはドクターデヴィアスやトニービンなどの馬主であり、サッカー・セリエＡのペルージャのオーナーであるイタリアの実業家ルチアーノ・ガウチ。イギリスの調教師のピーター・チャップルハイアム厩舎に預けられた。馬名の“Muzzle”は鼻から口にかけての部分のことで、この部分が目立つ白い流星を持っていたことから命名された。

## 戦績
2歳の9月にニューベリー競馬場でデビューしたが3着。次に10月ニューマーケットで出走するが、後のアイルランド2000ギニー馬バラシアの3着で2戦未勝利のまま2歳シーズンを終える。
3歳4月の未勝利ステークスを5馬身差で快勝すると、ローカル競馬場ばかりの裏街道ながらそこから一気の4連勝でデルビーイタリアーノを制する。勝ちタイム2分24秒5は、1990年にフマユーンが記録した従来のレースレコード2分27秒0を一気に更新し、2008年に距離が200m短縮されるまで結局更新されることは無かった。このレースでホワイトマズルの素質にいち早く気付いたのが、社台グループの吉田照哉だった。懇意にしているチャップルハイアム調教師を通じて、ルチアーノ・ガウチから同馬を購入する。この時、吉田は無敗のまま英愛ダービーを制したコマンダーインチーフと実際に両馬を見比べた上で、総合力ではホワイトマズルが上だと判断していた。その後6月にアスコット競馬場での条件戦の勝利をはさみ、キングジョージ6世&クイーンエリザベスダイヤモンドステークスに出走した。このときは5番人気にすぎなかったが、1番人気のコマンダーインチーフをハナ差交わして2着に入る。それからはムラのある成績が目立つようになる。インターナショナルステークス2番人気5着、凱旋門賞17番人気2着、ジャパンカップ2番人気13着と、好走と凡走を繰り返してしまう。
4歳は6月のコロネーションカップから始動したが半年以上も実戦を離れており、まだ本調子ではなかったのか5着に終わった。7月、キングジョージ6世&クイーンエリザベスダイヤモンドステークスに出走する。オーナーである吉田照哉の意向で武豊騎手がホワイトマズルの手綱を取ることになった。しかし主戦騎手であるジョン・リードを非常に信頼し、これまでホワイトマズルで顕著な失敗をしたわけでもないのに降ろす明確な理由がないとチャップルハイアム調教師は、心の内ではこの決定に懐疑的だった。しかしエプソムダービー優勝馬のエルハーブが1番人気、ホワイトマズルは2番人気でレースはスタートしたが、ゲートを出た直後に、5歳馬エズードが鞍上のウォルター・スウィンバーンを振り落とし、カラ馬となって逃げ馬に絡んだため、レース前半は予想よりはるかにハイペースになった。コーナーでは大きく外に膨れたエズードが、再び内側に切れ込んで行き、エルハーブの進路をカットする。これが玉突きのような現象を呼び起こし、各馬が次々に不利を被ることになった。ホワイトマズルもエプソム・アイリッシュの各ダービーで2着だったキングスシアターに馬体を寄せられるが、武が冷静にこれに対処。しかしけ結果はキングスシアターの2着に敗れた。この武の騎乗にチャップルハイアムも満足し、降ろされたリードも「僕だってあれより上手く乗れたとは思わない」とコメントした。その後いったんアメリカに遠征していた武からリードに戻りドーヴィル大賞典を叩いて臨んだ凱旋門賞で再び武が鞍上となるが、現地の報道陣に囲まれて、調教師と打ち合わせもできず3番人気ながら後方待機がたたり、直線の伸びは素晴らしかったが6着に敗れる。調教師のピーター・チャップルハイアムは双眼鏡を投げ捨てて激怒し、レース後すぐに武豊をクビにした。地元フランスのマスコミも「フランス人ジョッキーなら、後方に控える乗り方はしない」と手厳しかったが、ホワイトマズルの本拠地であるイギリスでの批判はさらに激しく、「ユタカ・バッシング」に近いものがあった。武は後日、「もっと前で競馬をしたかったが、序盤は馬にあまり走る気が見られなかった」と語っている。しかしリードを乗せたその後の2レースも9、8着といいところなく、引退して日本で種牡馬入りする。

## 引退後
引退後すぐに日本に輸入され、1995年より北海道勇払郡の社台スタリオンステーションにて繋養された。2年目のシーズン中、細菌に感染して受胎率が大きく落ち込むアクシデントがあり、以後は受胎率の低さに悩まされるようになる。初年度産駒からビハインドザマスク（スワンステークス等）のような短距離を得意とする馬が出たが、後の産駒から、スマイルトゥモロー（優駿牝馬等）、イングランディーレ（天皇賞・春等）、アサクサキングス（菊花賞）のような中長距離馬も出ている。
産駒は幅広い距離で活躍している。また活躍馬の脚質は極端なものが多く、ビハインドザマスクは追い込み、イングランディーレは逃げ、シャドウゲイト、アサクサキングスは逃げ〜先行で良績を残しており、両極端に出ている。ダートで活躍する馬も輩出しているが、産駒の重賞実績は芝のレースに偏っている。中央サイアーランキングでも例年芝部門の順位がダート部門の順位を大きく上回り、産駒は芝を得意とする傾向にある。
2011年12月にレックススタッドに移動、2012年からは同スタッドで種牡馬を続行していたが、2016年は高齢となったことを理由に、種付けを中止していた。
2017年2月26日、老衰のため、繋養先のレックススタンドで死亡。27歳没。

## 種牡馬成績

### GI・JpnI競走優勝馬
太字はGI・JpnI競走。競走名の前の国旗は開催国 (日本以外の場合に明記)
- 1999年産
  - イングランディーレ（天皇賞・春、日経賞、ブリーダーズゴールドカップ、ダイヤモンドステークス、白山大賞典）[2]
  - スマイルトゥモロー（優駿牝馬、フラワーカップ）[3]
- 2002年産
  - シャドウゲイト（ シンガポール航空インターナショナルカップ、中山金杯、中京記念）[4]
- 2004年産
  - アサクサキングス（菊花賞、京都記念、阪神大賞典、きさらぎ賞）[5]
- 2007年産
  - ニホンピロアワーズ（ジャパンカップダート、名古屋グランプリ、名古屋大賞典、白山大賞典、平安ステークス、東海ステークス、ダイオライト記念）[6]

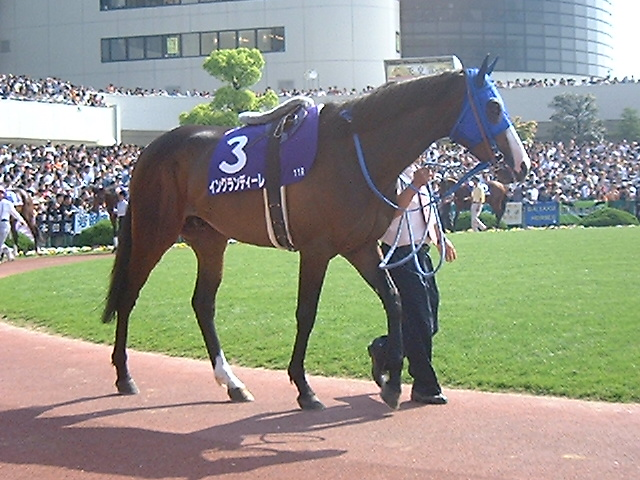
イングランディーレ（1999年産）
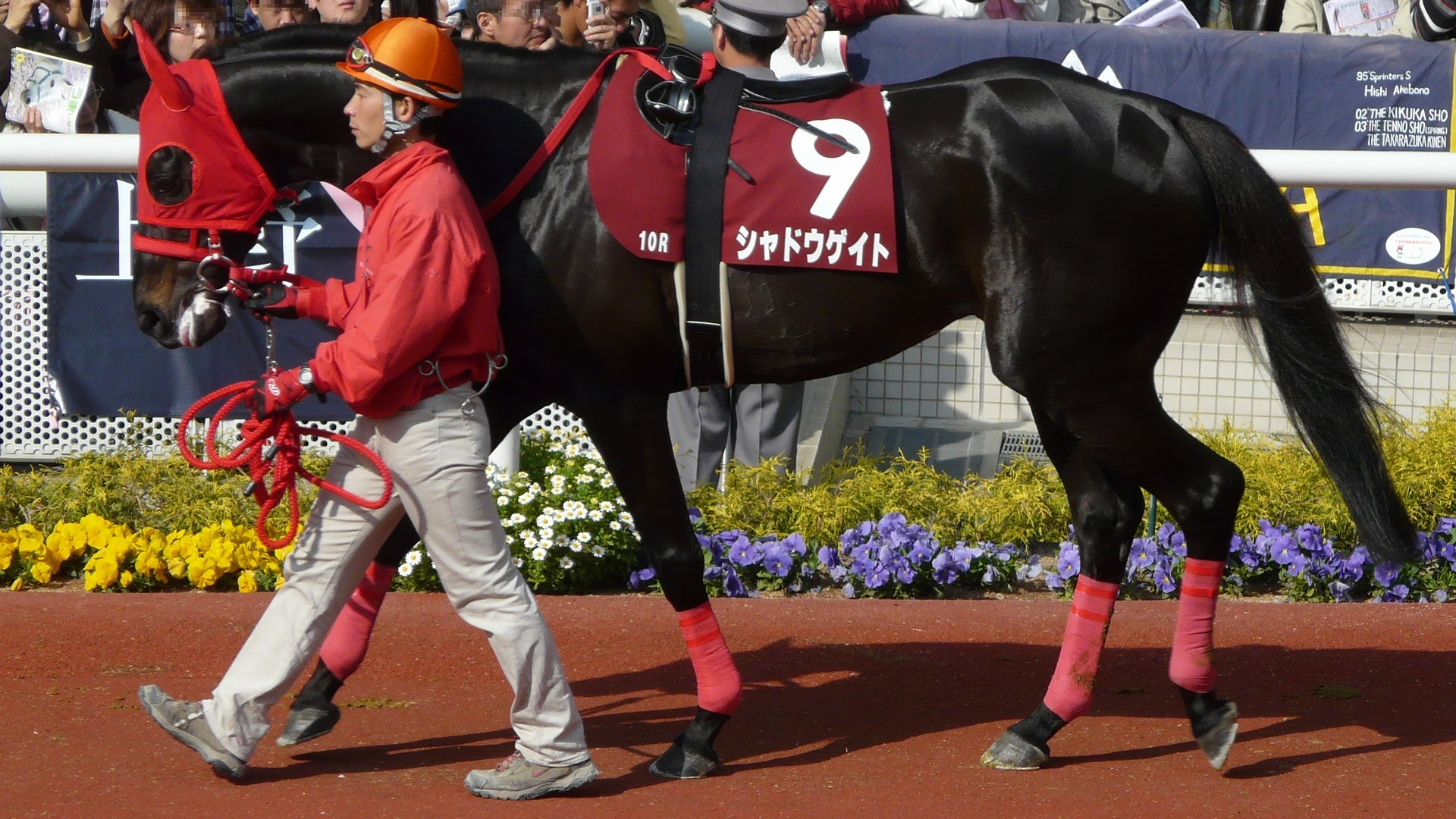
シャドウゲイト（2002年産）
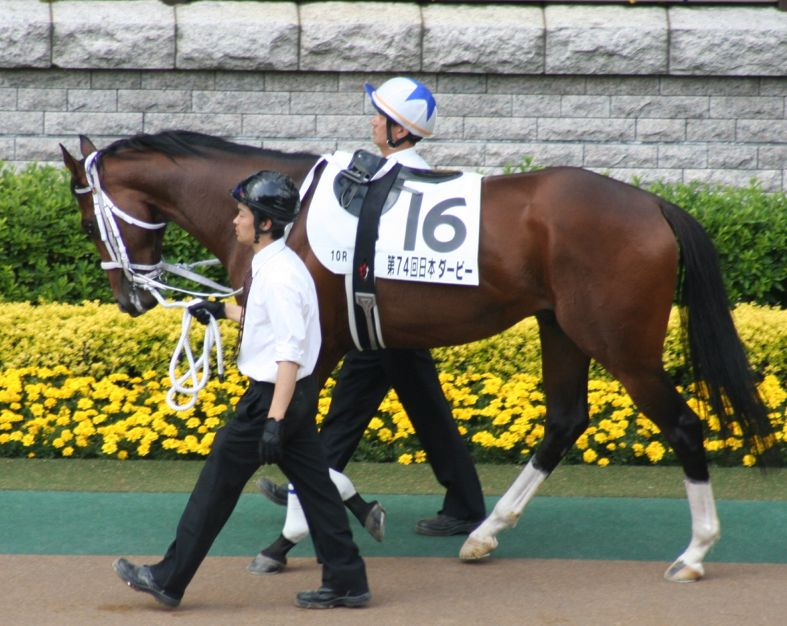
アサクサキングス（2004年産）
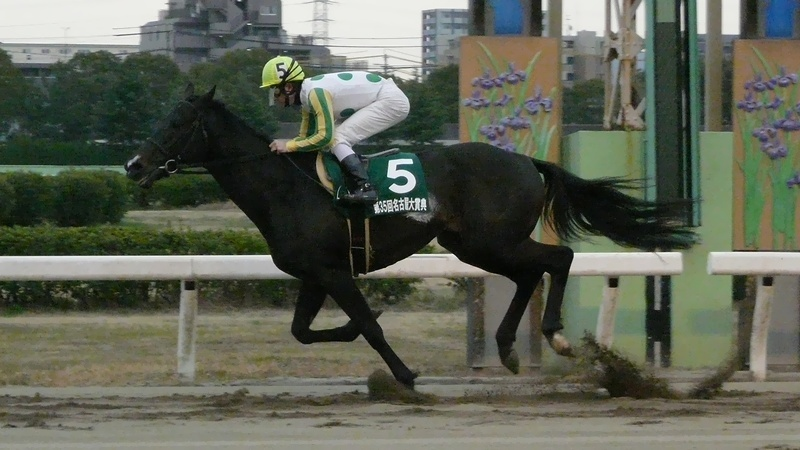
ニホンピロアワーズ（2007年産）

### グレード制重賞優勝馬
- 1996年産
  - ビハインドザマスク（スワンステークス、セントウルステークス、京都牝馬ステークス）[7]
  - マイシーズン（グランシャリオカップ）[8]
- 1998年産
  - トーセンダンディ（オールカマー）[9]
- 1999年産
  - プリンシパルリバー（全日本2歳優駿、羽田盃）[10]
- 2003年産
  - シンゲン（オールカマー、新潟大賞典、エプソムカップ）[11]
- 2004年産
  - メリッサ（北九州記念）[12]
- 2005年産
  - シルポート（マイラーズカップ2回、京都金杯）[13]
- 2010年産
  - ザラストロ（新潟2歳ステークス）[14]
- 2012年産
  - オーミアリス（小倉2歳ステークス）[15]

### 地方重賞優勝馬
- 1996年産
  - エドノマッケンオー（ばん阿賞）[16]
  - トップゼアル（中島記念）[17]
  - ケイオーミステリー（スプリングカップ）[18]
- 1998年産
  - オンユアマーク（東京記念、九州大賞典2回、はがくれ大賞典）[19]
  - フレアリングマズル（東京シティ盃、フロンティアスプリント盃、マイルグランプリ）[20]
- 1999年産
  - トヤママズル（フローラルカップ）[21]
- 2000年産
  - サクセスマズル（太平記特別、もみじ特別）[22]
  - ダンシングチーフ（フローラルカップ）[23]
- 2001年産
  - カーディナルローズ（兵庫クイーンカップ）[24]
- 2002年産
  - マズルブラスト（大井記念2回、東京記念、金盃、報知オールスターカップ）[25]
- 2003年産
  - アストリッド（しらさぎ賞）[26]
  - テイエムマンボ（荒炎賞）[27]
- 2004年産
  - シンボリバッハ（サマーカップ）[28]
  - ホールドマイラヴ（園田チャレンジカップ2回）[29]
- 2006年産
  - アンダーゴールド（ひまわり賞）[30]
- 2007年産
  - ダイヤアストライア（花吹雪賞）[31]
- 2008年産
  - エーティーランボー（池田湖賞、韓国岳賞、サイネリア賞）[32]
- 2010年産
  - ダイリングローバル（筑紫野賞、九州ダービー栄城賞）[33]
- 2014年産
  - ストーンリバー（ブリーダーズゴールドジュニアカップ、鎌倉記念）[34]

### その他の産駒
- 2000年産
  - トライアンフI（エンデュランス馬術競技120km完走）

### 母の父としてのおもな産駒

#### グレード制重賞優勝馬
- 2005年産
  - ディラクエ（北海道2歳優駿、*京浜盃）- 父フサイチコンコルド[35]
- 2009年産
  - トーセンベニザクラ（フェアリーステークス）- 父ダイワメジャー[36]
  - アスカリーブル（関東オークス、*園田プリンセスカップ、*ユングフラウ賞、*東京プリンセス賞、*黒潮盃、*戸塚記念、*ビューチフルドリーマーカップ）- 父ブラックタキシード[37]
- 2010年産
  - スマートレイアー（阪神牝馬ステークス2回、京都大賞典、東京新聞杯）- 父ディープインパクト[38]
- 2012年産
  - センチュリオン（マーチステークス）- 父キングカメハメハ[39]
- 2013年産
  - ミッキーグローリー（京成杯オータムハンデキャップ、関屋記念）- 父ディープインパクト[40]
- 2014年産
  - プラチナムバレット（京都新聞杯）- 父マンハッタンカフェ[41]
- 2015年産
  - カツジ（ニュージーランドトロフィー）- 父ディープインパクト[42]
- 2016年産
  - ブレイキングドーン（ラジオNIKKEI賞）- 父ヴィクトワールピサ[43]
- 2019年産
  - ヤマニンサルバム（中日新聞杯、新潟大賞典）- 父イスラボニータ[44]

#### 地方重賞優勝馬
- 2011年産
  - ユノエスケープ（梅桜賞）- 父スウィフトカレント[45]
  - カンスタントリー（新涼賞、長月賞）- 父バゴ[46]
- 2022年産
  - オモチチャン（ル・プランタン賞）- 父アメリカンペイトリオット[47]

## 血統表
| ホワイトマズルの血統                           | ホワイトマズルの血統            | ホワイトマズルの血統   | （血統表の出典）     | （血統表の出典）     |
| 父系                                           | リファール系                    | リファール系           | リファール系         | [ § 2 ]              |
| 父 *ダンシングブレーヴ Dancing Brave 1983 鹿毛 | 父の父Lyphard 1969 鹿毛         | Northern Dancer        | Nearctic             | Nearctic             |
| 父 *ダンシングブレーヴ Dancing Brave 1983 鹿毛 | 父の父Lyphard 1969 鹿毛         | Northern Dancer        | Natalma              |                      |
| 父 *ダンシングブレーヴ Dancing Brave 1983 鹿毛 | 父の父Lyphard 1969 鹿毛         | Goofed                 | Court Martial        | Court Martial        |
| 父 *ダンシングブレーヴ Dancing Brave 1983 鹿毛 | 父の父Lyphard 1969 鹿毛         | Goofed                 | Barra                |                      |
| 父 *ダンシングブレーヴ Dancing Brave 1983 鹿毛 | 父の母Navajo Princess 1974 鹿毛 | Drone                  | Sir Gaylord          | Sir Gaylord          |
| 父 *ダンシングブレーヴ Dancing Brave 1983 鹿毛 | 父の母Navajo Princess 1974 鹿毛 | Drone                  | Cap and Bells        |                      |
| 父 *ダンシングブレーヴ Dancing Brave 1983 鹿毛 | 父の母Navajo Princess 1974 鹿毛 | Olmec                  | Pago Pago            | Pago Pago            |
| 父 *ダンシングブレーヴ Dancing Brave 1983 鹿毛 | 父の母Navajo Princess 1974 鹿毛 | Olmec                  | Chocolate Beau       |                      |
| 母 Fair of the Furze 1982 鹿毛                 | 母の父Ela-Mana-Mou 1976 鹿毛    | *ピットカーン Pitcairn | Petingo              | Petingo              |
| 母 Fair of the Furze 1982 鹿毛                 | 母の父Ela-Mana-Mou 1976 鹿毛    | *ピットカーン Pitcairn | Border Bounty        |                      |
| 母 Fair of the Furze 1982 鹿毛                 | 母の父Ela-Mana-Mou 1976 鹿毛    | Rose Bertin            | *ハイハット High Hat | *ハイハット High Hat |
| 母 Fair of the Furze 1982 鹿毛                 | 母の父Ela-Mana-Mou 1976 鹿毛    | Rose Bertin            | Wide Awake           |                      |
| 母 Fair of the Furze 1982 鹿毛                 | 母の母Autocratic 1974 鹿毛      | Tyrant                 | Bold Ruler           | Bold Ruler           |
| 母 Fair of the Furze 1982 鹿毛                 | 母の母Autocratic 1974 鹿毛      | Tyrant                 | Anadem               |                      |
| 母 Fair of the Furze 1982 鹿毛                 | 母の母Autocratic 1974 鹿毛      | Flight Table           | Round Table          | Round Table          |
| 母 Fair of the Furze 1982 鹿毛                 | 母の母Autocratic 1974 鹿毛      | Flight Table           | Fleet Flight         |                      |
| 母系(F-No.)                                    | (FN:16-g)                       | (FN:16-g)              | (FN:16-g)            | [ § 3 ]              |
| 5代内の近親交配                                | アウトブリード                  | アウトブリード         | アウトブリード       | [ § 4 ]              |
| 出典                                           | 1. 2. 3. 4.                     | 1. 2. 3. 4.            | 1. 2. 3. 4.          | 1. 2. 3. 4.          |